# Mundo al día
Mundo al día fue un periódico colombiano que circuló entre los años 1924 a 1938. Hizo parte de la prensa tabloide de gran impacto mundial en las décadas de los años veinte y treinta. Sobresalió por su alto contenido gráfico que en sí mismo propuso un novedoso discurso periodístico en su época. 

## Historia
Mundo al día se publicó entre el 15 de enero de 1924 y el 23 de julio de 1938. Circuló de lunes a viernes empleando el estilo noticioso de la prensa tabloide; los días sábado ofreció una edición tipo revista con contenidos literarios, artísticos, musicales y de entretenimiento. Su fundador, propietario y codirector fue Arturo Manrique, un destacado periodista y comerciante conocido a inicios de siglo bajo el seudónimo "Tío Kiosko".
Mundo al día se definió como una publicación de opiniones políticas conciliadoras. De acuerdo a los discursos dominantes de la época, defendió lo nacional en todas sus expresiones así como todo proceso de modernización del país. Aunque declaró ser un periódico apolítico, en varias ocasiones se hicieron evidentes los nexos y las convicciones liberales de sus colaboradores. 
Con la Gran Depresión y sus efectos en Colombia, Mundo al día poco a poco comenzó a declinar. En 1933 abandonó su posición aparentemente neutral para convertirse en un diario oficial del Partido Liberal Colombiano. Para entonces la edición diaria se editó con los parámetros de la prensa escrita de gran formato mientras la edición sabatina continuó con el formato de revista ilustrada. Pocos meses después la edición diaria dejó de circular mientras la edición de los sábados continuó hasta mediados de 1938. Aunque para entonces se anunció un cese temporal de actividades, Mundo al día no se volvió a publicar.

## Características editoriales
Mundo al día tenía un formato de plana pequeña (33.5 x 24 cm) de la fácil manipulación para el lector. Combinó un cubrimiento noticioso amplio que incluía diversidad de temas dirigidos a un extenso público con secciones especializadas para niños, mujeres y adultos. Hizo énfasis en notas informativas sobre el mundo del entretenimiento y el espectáculo. Privilegió el uso de textos cortos y sintéticos sin dejar de lado algunos artículos de mayor extensión, especialmente crónicas y entrevistas. 
Empleó variados y novedosos recursos gráficos. Casi siempre todos los textos estuvieron acompañados con alguna imagen, ya fuese una fotografía, un dibujo, una viñeta, una caricatura o cualquier otro tipo de recurso visual. Se distanció así de otras publicaciones periódicas al evitar largos y tediosos escritos políticos en favor de información variada, presentada de manera ágil y ligera. En muchas ocasiones en las ediciones diarias se empleó un abierto sensacionalismo mientras en la ediciones de los sábados se hizo un trabajo editorial más cuidadoso tanto en el diseño e impresión como en la selección de los contenidos. 
Varios artistas destacados trabajaron como ilustradores en Mundo al día, entre ellos Alejandro Gómez Leal, Sergio Trujillo Magnenat, Rinaldo Scandroglio y Adolfo Samper. Este último adaptó la célebre tira cómica Smithy con el título de “Mojicón y Gelatina”, la primera historieta en Colombia que circuló de manera permanente en una publicación periódica. 
Por varios años Mundo al día también publicó partituras musicales. La intención explícita era conformar una colección de Música Nacional impulsada por las ideas de intelectuales y músicos que participaron activamente en debates sobre identidad cultural.
El Centro de Historia de Manizales está ubicado en la carrera 23 # 19-47 edificio de la Sociedad de Mejoras Públicas de Manizales oficina 505 posee  el archivo más completo que existe en el occidente colombiano del periódico, la cual está al servicio del público en las instalaciones de la biblioteca José Tomás Henao Jaramillo, biblioteca fundada en asocio entre la Sociedad de Mejoras Públicas de Manizales y el Centro de Historia de Manizales, además se encuentra la colección completa del Archivo Historial, revista fundada en 1918 junto a la revista Civismo fundada en 1936.